# Белебеївське міське поселення
Белебе́ївське міське поселення (рос. Белебеевское городское поселение) — муніципальне утворення у складі Белебеївського району Башкортостану, Росія. Адміністративний центр та єдиний населений пункт — місто Белебей.

## Населення
Населення — 59137 осіб (2019, 60188 в 2010, 60928 в 2002).